# 特弗·舒尔

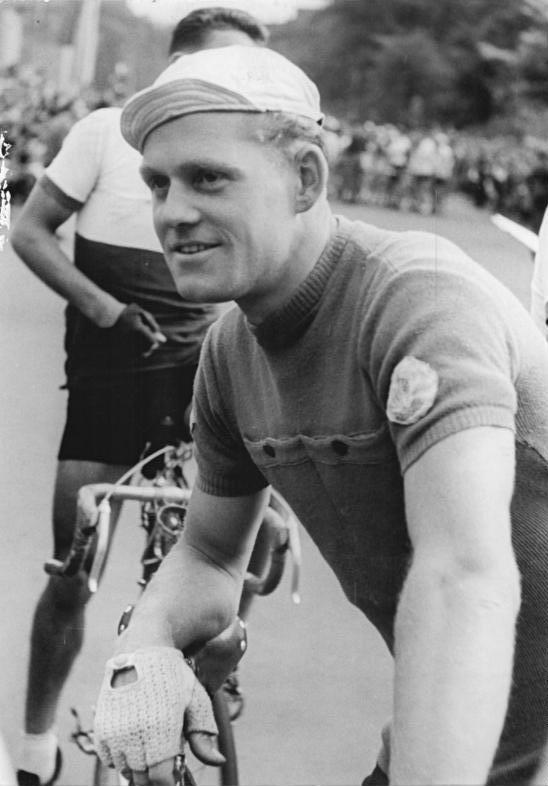
特弗·舒尔 (1956年)

特弗·舒尔（德語：Täve Schur，1931年2月23日—），德国男子自行车运动员。他曾代表德国联队参加1956年和1960年夏季奥林匹克运动会自行车比赛，获得一枚银牌和一枚铜牌。